# Jauhienij Kasztanau
Jauhienij Anatoljewicz Kasztanau (błr. Яўгеній Анатольевіч Каштанаў, ros. Евгений Анатольевич Каштанов - Jewgienij Anatoljewicz Kasztanow; ur. 8 sierpnia 1984 w Brześciu) – białoruski hokeista, reprezentant Białorusi. Trener.

## Kariera zawodnicza
- Junost' Mińsk (2000-2007)
  -  Junior Mińsk (2003-2005)
  -  HK Nioman Grodno (2004/2005)
  -  HK Witebsk (2005-2006)
  -  HK Brześć (2006/2007)
- HK Witebsk (2007-2010)
- Mietałłurg Żłobin (2010-2015)
- HK Witebsk (2015)
- Nesta Mires Toruń (2015-2016)
- HK Witebsk (2016-2017)

Wychowanek Junosti Mińsk. W karierze grał w klubach białoruskiej ekstraligi. Od października 2015 zawodnik Nesty Toruń w Polskiej Hokej Lidze. Po sezonie 2015/2016 został zawodnikiem klubu z Witebska, w barwach którego rozegrał edycję 2016/2017 białoruskiej ligi, po czym zakończył karierę.
W barwach juniorskich kadr Białorusi uczestniczył w turniejach mistrzostw świata juniorów do lat 18 w 2001 (Dywizja I), 2002 (Elita) oraz mistrzostw świata juniorów do lat 20 w 2003 (Elita), 2004 (Dywizja I).

## Kariera trenerska
- HK Witebsk (2017-2019), asystent trenera
- HK Witebsk (2019-2020), główny trener
- Kryżani Wowky Kijów (2020), główny trener
- HK Mohylew (2022-), asystent trenera

W lipcu 2017 został asystentem głównego trenera HK Witebsk, Olega Striukowa. 1 grudnia 2019 został ogłoszony głównym trenerem Witebska, a na początku lipca 2020 opuścił stanowisko. Przed sezonem Ukraińskiej Hokejowej Ligi edycji 2020/2021 został ukraińskiej drużyny Kryżani Wowky Kijów. Pod koniec grudnia 2020 ogłoszono jego odejście ze stanowiska. W czerwcu 2022 wszedł do sztabu HK Mohylew.

## Sukcesy
Reprezentacyjne
- Awans do mistrzostw świata juniorów do lat 18 Elity: 2001

Klubowe
- Złoty medal mistrzostw Białorusi: 2004, 2005, 2006 z Junostią Mińsk, 2012 z Mietałłurgiem Żłobin
- Brązowy medal mistrzostw Białorusi: 2007 z Junostią Mińsk, 2011 z Mietałłurgiem Żłobin
- Puchar Białorusi: 2004 z Junostią Mińsk, 2011 z Mietałłurgiem Żłobin
- Srebrny medal mistrzostw Białorusi: 2013 z Mietałłurgiem Żłobin